# Univers de Mass Effect

Logo de Mass Effect.

L'univers de Mass Effect est un univers de science-fiction se déroulant au XXIIe siècle de l'ère commune, dans la galaxie de la Voie lactée, à travers laquelle l'humanité peut désormais voyager en temps raisonnable, à la suite de la découverte sur la planète Mars de technologie extraterrestre.
Il a été créé la première fois pour servir de cadre au jeu vidéo d'action-RPG éponyme, créé en 2007 par la société de développement de jeu vidéo canadienne BioWare, sous la direction principale de l'auteur canadien Drew Karpyshyn. Il a depuis été étoffé dans les deux suites vidéoludiques de Mass Effect : Mass Effect 2 et Mass Effect 3, un épisode intermédiaire sur iPhone, Mass Effect Galaxy, plusieurs comics et romans, et un film annoncé en mai 2010 basé sur cet univers est en cours de préparation, mais sa date de sortie n'est pas encore connue. Un quatrième jeu, Mass Effect: Andromeda, est sorti en mars 2017, mais ayant lieu dans une nouvelle galaxie.

## Cadre général et thèmes de l'univers
L'ensemble des supports ayant pour cadre l'univers de Mass Effect se déroulent dans notre propre galaxie, la Voie lactée, au XXIIe siècle de l'ère commune. Après la découverte de vestiges d'une civilisation disparue, l'humanité fait un bond technologique en avant, et commence à explorer la galaxie. Des relais cosmodésiques, sortes de trous de ver artificiels permettent de se déplacer instantanément d'un bout à l'autre de la galaxie, et ainsi rencontrer des formes de vie extraterrestres.
Les États terriens se regroupent au sein de l'Alliance Interstellaire afin d'unifier leurs efforts en matière de colonisation et de défense. Peu après cette phase d'expansion, un premier contact est réalisé avec une civilisation extraterrestre évoluée, les Turiens. Après un bref conflit, l'Humanité est progressivement intégrée au sein d'une communauté galactique vivant autour des relais et ayant pour capitale une immense station spatiale appelée « La Citadelle », située au point de convergence d'un très grand nombre de relais.

## Histoire Galactique

### Prémices
De toutes les espèces connues, les Asari furent les premières à découvrir la Citadelle et leurs relais cosmodésiques. Ainsi, elles commencèrent à explorer l'univers et finirent par accueillir d'autres espèces avec elles sur la Citadelle. Les Galariens les rejoignirent par la suite, et ensembles, ces deux race formèrent le Conseil de la Citadelle.
Vint ensuite le premier contact avec les Rachni, en utilisant un relais cosmodésique vers un monde inconnu. Ces créatures se montrèrent belliqueuses, et engagèrent une guerre à l'échelle galactique, il y a 2 000 ans. La Guerre Rachni tourna à l'avantage des Rachnis jusqu'à la découverte de Tutchanka et des Krogan. En échange d'un armement et de technologies plus évolués, les Krogan vinrent en aide aux autres espèces et menèrent la guerre face aux Rachni. Grace à leur endurance exceptionnelle et leur capacité de régénération, qui leur permettaient d'atteindre les cœurs des nids ou siégeaient les Reines, ils gagnèrent la guerre et provoquèrent l'extinction des Rachnis. En conséquence, le Conseil décida d'interdire l'utilisation de relais cosmodésiques vers des mondes inconnus, au cas où la situation se reproduirait.
Les Krogan vainqueurs de la guerre colonisèrent très rapidement un grand nombre de planètes de la galaxie, poussés par leur démographie, et furent bientôt à leur tour opposés au Conseil. Un nouveau conflit s'engagea, la Rébellion Krogane, dans lequel les Krogan avaient l'avantage. L'arrivée des Turiens, il y a 1 200 ans, freina l'avancée Krogan, jusqu'à la création du génophage. Ce virus créé par les scientifiques Galariens se répandit à grande vitesse et diminua drastiquement la natalité Krogan, menant le Conseil à la victoire. Les Turiens rejoignirent alors le Conseil, lui donnant sa forme actuelle jusqu'à la conclusion de Mass Effect.

### La découverte martienne
En 2148, l'humanité découvre sur la planète Mars les vestiges d'une civilisation disparue, les Prothéens, permettant un bond technologique et notamment le voyage à une vitesse supraluminique. À la suite de cette découverte, il s'avère que Charon, le satellite de Pluton n'est pas d'origine naturelle, mais en fait un « relais cosmodésique », une technologie prothéenne permettant de se déplacer instantanément d'un relais à un autre, même s'il est situé à l'autre bout de la Voie lactée. Commence alors une phase d'exploration spatiale et la constitution de l'Alliance Interstellaire, une sorte de super-État regroupant toutes les nations de la Terre en vue de l'exploration et de la défense des intérêts de l'Humanité.

### La guerre du Premier contact
Ignorants des limitations imposées à l'emploi des relais vers des destinations inconnues, les Humains firent des sauts cosmodésiques vers des destinations interdites. En 2157, alors qu'une flotte de l'Alliance s'apprêtait à activer un de ces relais interdits, une patrouille Turienne attaqua sans sommation et détruisit la flotte humaine. Un seul appareil humain survécut et se réfugia sur la colonie de Shanxi. La colonie fut bientôt attaquée par les vaisseaux Turiens, qui rasèrent les forces locales et occupèrent la planète Shanxi, seule planète humaine en date à avoir été conquise par une race extraterrestre. Une contre-offensive humaine de la Deuxième flotte de l'Alliance, menée par l'Amiral Kastanie Drescher, permit par la suite de repousser l'envahisseur Turien hors du système solaire de Shanxi.
Le climat entre les deux espèces montant très rapidement vers une guerre totale, le Conseil intervint afin d'imposer une trêve entre Humains et Turiens.
Les humains finirent par avoir une ambassade à la Citadelle, non sans une certaine rancœur de part et d'autre des deux races, à la suite de ce conflit. Officiellement, cependant, les relations diplomatiques sont cordiales entre eux, à l'image du vaisseau Normandy, créé à partir de technologies diverses, mais principalement Humaine et Turienne.
Les événements relatés dans le premier épisode de la trilogie vidéoludique Mass Effect prennent place quelques décennies après la découverte martienne, en 2183. L'Alliance dispose alors d'une ambassade sur la Citadelle et a entamé de longue date des tractations pour qu'un humain intègre enfin le cercle prestigieux des « Spectres », un corps d'agents d'élite au-dessus des lois et n'obéissant qu'au Conseil, l'instance dirigeante suprême de la Citadelle. Un vaisseau spatial expérimental, le Normandy, vient d'être construit pour l'Alliance en coopération avec les Turiens pour tester des nouvelles techniques de camouflage et de furtivité. Le protagoniste principal de l'histoire du jeu est le commandant Shepard, soldat de l'Alliance réputé, alors que le Normandy se dirige vers Eden Prime, une colonie humaine ayant découvert un nouvel artefact Prothéen.

## Espèces de l'universMass Effect
Plusieurs espèces apparaissent successivement au cours des histoires prenant place dans l'univers Mass Effect. Le problème de la communication inter-espèces a été réglé grâce à la mise au point d'un implant qui s'est généralisé et qui traduit en simultané les langues de toutes les races répertoriées qui le souhaitent. Par exemple, même s'ils se tiennent hors de l'influence de la Citadelle, les Butariens continuent à garder à jour leur langue sur les traducteurs pour pouvoir communiquer. À l'inverse, une espèce nouvelle doit être étudiée avant d'être comprise, à l'image des Hanari qui, avec un langage basé sur la lumière, ont mis plus de temps à pouvoir communiquer.

### Angara
Les Angaras sont une espèce native du Secteur Héléus de la Galaxie d'Andromède. Il s'agit d'une race humanoïde capable de générer un puissant champ bioélectrique, mais dont le métabolisme est beaucoup plus dépendant du soleil que celui des autres races. Ils sont beaucoup plus libertaires dans l'expression de leurs émotions que d'autres espèces (ils n'hésitent pas à câliner quelqu'un qu'ils apprécient ou à frapper quelqu'un qu'ils détestent), notamment en raison de leur culture extrêmement communautaire. Depuis l'invasion des Kerts et les contacts avec les pirates de Port-Kadara, les Angaras se montrent particulièrement méfiants envers les étrangers. En effet, les Kerts sont venus il y a près d'un siècle en se présentant comme des amis et ont ensuite attaqués, puis asservis. Leurs forces armées ayant été décimées par les première attaques Kert, la principale force combattante angara est la Résistance, en conflit avec les Kerts. Les Angaras les plus xénophobes se sont regroupés auprès des Roekaar, un groupe terroriste voulant purger la galaxie de tous les étrangers. Le Pionnier Humain découvrira que les Angaras sont en fait une création des Jardaans, conçue spécifiquement pour la colonisation du Secteur Héléus.

### Asari
Les Asari furent les premières à découvrir la Citadelle et les relais cosmodésiques et c'est l'une des trois races du Conseil de la Citadelle. C'est une race androgyne d'apparence proche des femmes humaines. Elles se caractérisent physiquement par une peau dans des teintes allant du bleu au violacé. Leur longévité, proche du millier d'années, passe par trois âges au cours desquels l'importance de leur influence sociale augmente : la Demoiselle, qui dure environ un siècle et leur laisse le temps de découvrir le monde, puis l'âge adulte dit de « Matrice » qui dure plusieurs siècles et qui comprend la phase de reproduction, et enfin le stade de Matriarche, qui sont en fait des leaders philosophiques et religieux. Leur particularité est de pouvoir se reproduire avec n'importe quelle autre race, par parthénogénèse avec incorporation du matériel génétique. Ainsi, les Asari « pure souche » sont de plus en plus rares, car mal considérées ; leur manque de diversité génétique est vu par leurs semblables comme une forme de stagnation dans l'évolution. Notons également que toutes les Asari ont des facultés biotiques naturellement développées.

### Butarien
Les Butariens sont des créatures anthropomorphes avec quatre yeux et une peau de teinte vaguement marron. Ils sont en conflit ouvert avec les humains depuis que ces derniers ont commencé la colonisation de la Travée de l'Attique. Ils ont demandé au Conseil de la Citadelle que cette région soit classée « zone d'intérêt Butarien », mais le Conseil ayant refusé cette requête, ils ont fermé leur ambassade et se sont tournés vers des agissements terroristes et le trafic esclavagiste à l'encontre des humains.

### Drell
Les Drells sont des êtres humanoïdes à l'apparence vaguement reptilienne et qui se démarquent par leur peau verte et leurs pupilles totalement noires. Originaires de Rakhana, une planète aride et pauvre en ressources, les Drells y subirent une importante surpopulation engendrant de nombreuses guerres pour le contrôle des ressources restantes. Pris en pitié par les Hanaris, près de 300 000 Drells furent secourus par les Hanaris afin de les accueillir sur leur monde d'origine, Kahjé. Ce sauvetage fut considéré comme une bénédiction par les Drells qui à présent collaborent étroitement avec les Hanaris, notamment dans les tâches inaccessibles à ces derniers, du fait de leur physiologie. Cependant, les Drells souffrent en grand nombre du syndrome Képral, un mal incurable touchant la population drell exposée à l'atmosphère humide de Kahjé.

### Elcor
Ce sont d'imposantes créatures d'une forme proche d'un gorille de 2 mètres, mais à la peau grise, imberbe et au visage écrasé. Ils viennent d'une planète à la gravité très élevée, ce qui les rend tolérants à des contraintes physiques supérieures. Leur manière de s'exprimer est atypique, en raison de leur langue en partie olfactive, ils n'ont pas d'intonation de voix et doivent donc annoncer en début de phrase le ton de cette dernière. Leur stature et leurs origines font qu'ils se sentent mal à l'aise dans les lieux très peuplés et les zones exiguës comme les vaisseaux.

### Galarien
Le peuple Galarien est un peuple tourné vers la compréhension et la recherche, qui voit de prime abord le côté pratique de chaque chose. Ce sont eux qui sont à l'origine du Génophage Krogan destiné à limiter leur expansion. Ils ont une apparence amphibie et frêle, bien que d'une taille égale voire supérieure à celle d'un être humain. Leur tête ovale comporte deux gros yeux noirs et deux sortes de cornes au sommet du crâne. Ils ne vivent qu'une quarantaine d'années, de par leur métabolisme très rapide. Leur vitesse de compréhension et d'expression est donc supérieure à la moyenne, ainsi que la vitesse à laquelle ils traitent leurs émotions.

### Geth
Race synthétique créée à l'origine par les Quariens pour accomplir les tâches les plus rudes, les Geth ont peu à peu évolué jusqu'à développer une intelligence collective, qui leur a fait fomenter une rébellion contre leurs créateurs. Leur victoire sur les Quariens a fait d'eux une espèce à part entière, jugée dangereuse mais discrète. À la suite de cette émancipation, la race des Geths a connu un schisme, de sorte qu'une partie de la légion s'est inféodée aux mystérieux Moissonneurs. Leur forme varie mais la plupart sont anthropomorphes, avec un faisceau de lumière en guise de visage. Leur degré d'intelligence augmente avec leur nombre, ainsi un Geth seul sera incapable d'élaborer une stratégie complexe au combat.

### Hanari
Les Hanaris sont une forme de vie gracieuse en forme de poulpe rose saumon à six tentacules avec un mode d'expression par bioluminescence. Ils sont plutôt versés dans le commerce et s'expriment avec force précautions oratoires. Ainsi, ils parlent d'eux à la troisième personne, et ne donnent leur nom intime qu'aux personnes qu'ils jugent très proches. Leurs croyances particulières vénèrent les « Porte-flamme » qui leur auraient donné la parole sous forme de lumière, et qui ne sont autres que les Prothéens.

### Humain
Très récemment arrivés à la Citadelle, les Humains (regroupés au sein de l'Alliance Interstellaire) se démarquent par leur polyvalence, et leur perpétuelle envie d'arriver à surpasser les autres espèces. Au début de Mass Effect, l'importance que prennent les humains pousse le Conseil de la Citadelle à examiner et envisager la possibilité de leur intégration parmi les Spectres. Cependant, leur impatience joue contre eux aux yeux des autres races.
Vers le milieu du XXIIe siècle, à l'époque où se déroule le cycle principal de l'histoire, la Terre, sous l'égide de l'Alliance, entame un nouvel âge d'or. La découverte des technologies prothéennes a permis les voyages interstellaires et le développement de plusieurs colonies, dont les matières premières ont permis un nouvel essor industriel, commercial et artistique. Tandis que les cités des pays industrialisés se développent par une meilleure utilisation de la surface au sol, grâce à la généralisation du télétravail et aux arcologies, les inégalités avec les pays du Tiers Monde sont encore bien réelles, ces derniers n'ayant pas évolué technologiquement depuis le XXe siècle.

### Jardaans
Les Jardaans sont une race qui a quitté le Secteur Héléus à la suite de l'apparition du Fléau, il y a des millénaires. Ils sont responsables de la création des Angaras et des Reliquats. Leur technologie était avancées au point d'être capable de créer un gigantesque réseau de terraformation pour tout Héléus au travers des "Caveaux", chacun étant capable de terraformer toute une planète; et de construire tout un monde artificiel, Meridian.

### Kert
Les Kerts sont une race totalement hostile originaire de la planète Sarhesen qui est partie à la conquête de la Galaxie d'Andromède. Il s'agit d'une race militariste, dont la physiologie est tout entière tournée vers la guerre. Ce faisant, ils n'ont pas d'organe de reproduction et leur seule façon de se reproduire est via le processus de l'Exaltation, qui consiste à « convertir » les espèces conquises, c'est-à-dire à les transformer en Kerts et à intégrer leurs traits génétiques profitables aux forces kerts. Avec l'apparition des espèces de la Voie Lactée, les Kerts se sont intéressés aux nouveaux traits génétiques qu'elle apportaient. Un des objectifs des Kerts du Secteurs Héléus, est de sécuriser tout site reliquat, la technologie de tels sites dépassant largement la leur.

### Krogan
Ce sont des créatures massives, résistantes, puissantes et agressives. Leur physionomie taillée pour le combat est principalement due à Tuchanka, leur planète d'origine, très hostile à l'image des Varrens qui l'habitent, créatures carnivores et agressives. Leur redondance d'organes et leurs capacités régénératives en font des adversaires hors normes et leur assure une durée de vie de plusieurs siècles hors mort violente. Considérés comme des sauveurs de la galaxie à l'époque de la guerre Rachni, les Krogan se sont ensuite étendus de façon menaçante, en raison de leur démographie galopante, puis ont déclaré la guerre aux autres espèces. Alors que leur rapport de forces leur était très favorable, le génophage, une arme biologique qui ne laisse viable qu'un embryon sur 1000, cause leur effondrement démographique et leur défaite. Les Krogan sont au moment du jeu vidéo au bord de l'extinction, et le joueur entend parler plusieurs fois d'un possible remède au génophage. Malgré la statue à leur gloire dans la Citadelle, la plupart d'entre eux sont réduits à jouer le rôle de mercenaires ou de chasseurs de primes, pour passer leur haine envers presque toutes les races.

### Léviathan
Race mystérieuse et très ancienne, les Léviathans sont une espèce aquatique qui se caractérisent par leur taille imposante et leurs capacités télépathiques. Il y a plusieurs millions d'années, les Léviathans dominaient l'ensemble des races de la galaxie, se considérant eux-mêmes comme la race supérieure. Néanmoins et avec le temps, les Léviathans constatèrent que toutes les races qui leur étaient soumises construisaient des synthétiques qui à chaque fois exterminaient leurs créateurs. Pour résoudre ce problème, les Léviathans créèrent une IA qui devait trouver une solution à cette crise. Cependant, l'IA se retourna contre ses créateurs et les extermina, donnant ainsi naissance aux Moissonneurs. Néanmoins, certains Léviathans survécurent et partirent se réfugier dans les abysses d'une planète reculée. 

### Moissonneurs
Mystérieuse race synthétique qui serait à l'origine de la disparition des Prothéens. On en sait peu sur les Moissonneurs, si ce n'est qu'ils sont vénérés des Geths, et probablement vieux de millions d'années. Une ancienne légende raconte qu'ils apparaissent tous les 50 000 ans. Dans Mass Effect 2, on apprend qu'ils étaient déjà présents, il y a 37 millions d'années. Le DLC Léviathan de Mass Effect 3 révèle leurs origines: ils ont été créés par la toute première race qui dominait la galaxies il y a des millions d'années de cela, les Léviathans, dont les Moissonneurs reprennent l'apparence. Les Léviathans avaient chargé une IA de résoudre des problèmes d'ampleur galactique, et cette dernière se retourna contre ses créateurs, créant les premiers Moissonneurs, dirigés par l'Augure (le tout premier Moissonneur). Depuis, tous les 50 000 ans, Les Moissonneurs reviennent exterminer les civilisations évoluées. Ils constituent la menace de fond pour les deux premiers opus, et sont l'ennemi principal de Mass Effect 3, à la fin duquel ils sont vaincus.

### Prothéens

#### Éléments dévoilés dansMass Effect
Espèce insectoïde, éteinte à l'époque des jeux, qui avait jadis colonisé presque toute la Voie Lactée. Leurs artéfacts étaient d'une technologie si élevée qu'ils ont amené l'humanité, par le biais de vestiges trouvées sur Mars, sur la piste des relais cosmodésiques qui leur fit faire un bond technologique majeur. 
Le mystère de leur soudaine extinction trouva réponse dans une relique Prothéenne datant de la dernière attaque sur la Citadelle, située en bordure extérieure de la Galaxie. Comme les Humains après eux, les Prothéens, qui avaient fait l'erreur d'assimiler la technologie des Moissonneurs, se virent spoliés de leur indépendance technologique. Fragilisés, incapables de se défendre, ils finirent eux-mêmes par être assimilés par les Moissonneurs.

#### Éléments dévoilés dansMass Effect 2
Une fois assimilés, les Prothéens devinrent les hérauts des Moissonneurs, sous le nom de Récolteurs. Leur repaire fut établi en périphérie du trou noir galactique, accessible uniquement par le relais cosmodésique Oméga 4. Les Récolteurs s'affairèrent dès lors à la construction d'un Moissonneur humanoïde, ainsi qu'à la collecte de cadavres susceptibles de l'alimenter. Leur création fut neutralisée de justesse, lors d'un raid soutenu par Cerberus, raid au cours duquel la base et la totalité de ses membres furent anéanties. Cependant, les Récolteurs n'ont pas totalement été éradiqués puisque, lors de la guerre pour la prise de Palaven, les Moissonneurs utilisèrent comme troupes au sol des zombies appuyé par des Récolteurs.

#### Éléments dévoilés dansMass Effect 3
Pendant le jeu, on en apprend plus sur la physiologie et l'histoire des Prothéens. Au niveau de leur apparence, les Prothéens son une espèce possédant un corps de forme humanoïde, un crâne fortement allongé vers l'arrière ainsi que deux paires d'yeux. De plus, les Prothéens ont pour principal attribut qu'ils possèdent une forte sensibilité aux phéromones des autres espèces, pouvant aller jusqu'à la télépathie. On apprend également que contrairement à l'idée reçue, les Prothéens n'étaient pas une civilisation sage et éclairée mais étaient en réalité un peuple de conquérants qui ont unifié la galaxie par de nombreuses guerres. Au sommet de leur puissance, les Prothéens furent pourtant exterminés par les Moissonneurs pendant près d'un millénaire.

### Quarien
Les Quariens sont des êtres humanoïdes portant en permanence une combinaison étanche. Ils vivent dans leurs vaisseaux comme des nomades depuis la révolte des Geths il y a 300 ans. Les Geths ont été créés à la base comme des robots, leurs améliorations successives les ayant conduits à développer une forme d'intelligence collective, ils se sont rebellés contre les Quariens, qui ont fui et forment désormais une société communautaire, spécialisée dans la technologie et le recyclage.

### Rachni
À la suite d'un premier contact musclé, les Rachni furent au centre d'une grande guerre nommée « Guerre Rachni ». Ils furent vaincus et pourchassés jusqu'à l'extermination, par les Krogan. Ils étaient d'apparence insectoïde, et répartis en colonies menés par une reine. Leur langage est incompréhensible pour la plupart des races, hormis certaines Asari. Le joueur peut, au choix, laisser les Rachni reconstruire leur race où les exterminer définitivement.

### Reliquats
Il s'agit d'une race mécanique crée par les Jardaan afin d'entretenir et de protéger les ruines de leur technologies. Cette race attaque à vue tout intrus, toute interférence avec la technologie Jardaan étant considéré comme une agression. Certains sites protégés par les Reliquats nécessitent de résoudre un genre de puzzle avec des glyphes, au principe similaire à celui du Sudoku (chaque ligne, colonne ou portion, doit avoir un glyphe différent).

### Thorien
Créature unique découverte sur Féros, lors d'une des missions principales, le Thorien est un gigantesque être végétal, très ancien et probablement dernier de son espèce. Il exerce un contrôle mental grâce à ses spores, et peut cloner les personnes sous son contrôle.

### Turien
Les Turiens sont des anthropomorphes de plus de deux mètres, avec des sortes de mandibules autour de la bouche ainsi que des cornes à l'arrière du crâne.
Ce peuple obéit à une organisation hiérarchique et militaire et dispose de la plus importante flotte de la galaxie.
Les Turiens sont entrés en scène à l'échelle galactique lorsqu'il fallut vaincre les Krogan. Ils furent 1200 ans plus tard le premier contact extraterrestre - et non amical - des humains lors de la guerre dite « du premier contact ».

### Veilleurs
Race silencieuse et très peu étudiée qui régit et entretient la Citadelle. Ils ont quatre pattes, quatre bras, un aspect proche de la mante religieuse et passent leur temps sur les consoles de réparation de la citadelle pour maintenir en état toute l'installation. On ne connaît ni leurs origines ni leur mode de reproduction ou leur cycle de vie. Un décret concillien interdit de les toucher ou d'entraver leurs déplacements ou leur tâches. On apprend dans Mass Effect qu'ils sont en réalité aux ordres des Moissonneurs et qu'ils ont pour mission d'activer le relais de la Citadelle afin d'amener les Moissonneurs dans la galaxie pour commencer le cycle d'extinction; cependant, les Prothéens ont été en mesure de les rendre insensibles aux ordres des Moissonneurs.

### Volus
Les Volus sont une forme de vie développée dans l'ammoniac à haute pression, et doivent donc porter en permanence une combinaison pressurisée dans le jeu. Ils sont petits, gros et ont une voix plus rauque du fait de la composition de l'air qu'ils respirent.
Espèce inféodée aux Turiens, les Volus sont le peuple de commerçants par excellence. Ils sont de toutes les affaires, de la plus légale à la moins avouable, et se montrent doués pour connaître et utiliser les innombrables règles du commerce galactique. Leur faiblesse physique fait d'eux des personnes en général assez peureuses et lâches, d'où le protectorat Turien qui leur garantit une protection de la part de la Hiérarchie en cas de conflit.

## Organisations de l'Univers Mass Effect

### Alliance Interstellaire
L'Alliance Interstellaire (Systems Alliance en version originale) est le gouvernement supranational unifié qui représente l'Humanité en tant que civilisation et assure les efforts de colonisation ainsi que la défense de son territoire. L'Alliance fut formée à la suite de la découverte des ruines prothéennes sur Mars, qui permit de lancer la colonisation interstellaire, afin de coordonner cette colonisation. 
Toutefois, elle n'acquit son statut de gouvernement supranational qu'après la Guerre du Premier Contact : alors que les différents gouvernements nationaux tergiversaient pour savoir quelle réponse apporter à l'assaut turien sur Shanxi, la réaction rapide et efficace de l'Alliance lui conféra la crédibilité et le soutien nécessaire à l'établissement de son propre parlement et sa transformation en gouvernement unifié humain.
En 2165, l'Alliance put ouvrir une ambassade sur la Citadelle, et en 2183, à la suite de la victoire du Commandant Shepard sur Saren Artérius et les Geth, elle devint membre du Conseil de la Citadelle.
Les vaisseaux de l'Alliance portent la désignation "SSV" pour Systems Alliance Space Vesssel (Vaisseau Spatial de l'Alliance Interstellaire). Le vaisseau le plus avancé de l'Alliance est le SSV Normandy, le vaisseau du Commandant Shepard.

### Cerberus
Cerberus est une organisation radicale pro-humaine, qui vise officiellement à assurer la défense des intérêts de l'Humanité dans la galaxie. En réalité, elle cherche surtout à assurer la suprématie humaine au détriment des autres races et pour ce faire, elle n'hésite pas à recourir à tous les moyens: infiltration du parti nationaliste Terra Firma, expériences scientifiques illégales, terrorisme, assassinats…. Son chef mystérieux est seulement connu sous l'identité de "L'Homme Trouble". Bien que peu de choses soit réellement connues sur lui et son organisation, il est certain qu'ils disposent de moyens financiers quasiment équivalents à ceux d'un État, ce qui leur permet de mener des opérations d'envergure, telle que la construction d'une copie du Normandy ou encore la résurrection du Commandant Shepard.

### Conseil de la Citadelle
Le Conseil de la Citadelle est le principal organe exécutif de l'espace concilien, qui réunit les représentants des Républiques Asaris, de la Hiérarchie Turienne et de l'Union Galarienne. Il permet aux races qui le composent de s'accorder sur une politique consensuelle et coopérative, aucun des races n'ayant les capacités de défier les deux autres. S'il n'a officiellement aucun pouvoir sur les gouvernements indépendants des différentes espèces, ses décision ont une large influence sur la communauté galactique. Chacune des espèces le composant a des caractéristiques associées à différents aspects de la politique concilienne: les Asaris sont les diplomates, les Galariens s'occupent du renseignement, et les Turiens fournissent le gros des forces armées.
Les espèces reconnaissant l'autorité du Conseil peuvent ouvrir un ambassade et ainsi devenir membre adjoint du Conseil, lié par certaines obligations telles que respecter les Conventions de la Citadelle (charte limitant le recours aux ADM) ou le Traité de Farixen (traité naval limitant le nombre de cuirassés). L'Alliance Interstellaire fut le dernier gouvernement à devenir membre adjoint lors de l'ouverture de son ambassade en 2165, huit ans après la Guerre du Premier Contact; elle devint membre à part du Conseil de la Citadelle en 2183 à la suite de la victoire du Commandant Shepard sur Saren Artérius et les Geths.

#### Spectres
Les Spectres (Affaires Spéciales et Tactiques de Reconnaissance, Special Tactical & Reconnaissance en version originale) sont les agents d'élite du Conseil de la Citadelle, chargés de protéger l'équilibre galactique par tous les moyens nécessaires. Ils disposent d'une autorité absolue et de pouvoirs exceptionnels, et ne répondent de leurs actes que devant le Conseil de la Citadelle, seule autorité habilitée à révoquer le statut de Spectre d'un de ses agents et à envoyer un autre Spectre le stopper. 
Les Spectres opèrent seuls ou en petits groupes et ont toujours été très peu nombreux, par conséquent il n'y a aucune hiérarchie entre eux. Les candidats au poste de Spectre sont des vétérans endurcis, qui doivent passer une sélection impitoyable, comprenant notamment une évaluation sur le terrain. L'envoi d'un Spectre par le Conseil est un signal fort de son intérêt pour la situation, mais qui est beaucoup moins controversé qu'une intervention militaire. Shepard devint en 2183 le premier Spectre humain.

#### Service de Sécurité de la Citadelle (SSC)
Le SSC (C-Sec en version originale) est la police de la Citadelle, chargée d'assurer la sécurité sur la station et dans l'espace de la Citadelle sous l'autorité du Conseil. Son directeur porte le titre d'Exécuteur et a pour tâche principale de faire le lien entre le SSC et le Conseil. Bien qu'il s'agisse d'une agence civile, nombre de ses 200 000 agents ont de l'expérience militaire. Les relations entre le SSC et les Spectre sont pour le moins tendues: en effet, une part non négligeable du SSC considère les Spectres comme étant un risque majeur de dérapage, tandis que les Spectres considèrent le SSC comme une bureaucratie lourde qui entrave inutilement leurs missions. Garrus Vakarian fut un agent du SSC avant de rejoindre le Commandant Shepard.

### Groupement Spécial d'Intervention (GSI)
Il s'agit de l'organisme qui chapeaute l'ensemble des unités de renseignement et des Forces Spéciales de l'Union Galarienne. Ses agents disposent de pouvoir discrétionnaires étendus et ont carte blanche pour accomplir leur mission. Le GSI a inspiré la création des Spectres du Conseil. Mordin Solus a fait partie du GSI.

### Initiative Andromède
L'Initiative Andromède est l'organisation qui a lancé la colonisation du Secteur Héléus de la Galaxie d'Andromède par les races de la Voie Lactée sous l'impulsion de la charismatique Jien Garson. Son siège dans Andromède est la Station Nexus, qui doit fournir un logement provisoire aux colons en attendant leurs installation définitive et qui est censée devenir à terme un équivalent de la Citadelle. Outre la Station Nexus, la première vague de colonisation de l'initiative, représentant 100 000 colons, compte 5 vaisseaux (dénommés "Arches"), 4 pour les races du Conseil de la Citadelle et la dernière pour les Quariens et d'autres espèces (Drells, Hanaris, Butariens, Volus et Elcors):
- l'Hypérion (arche humaine),
- le Leusina (arche asari),
- le Natanos (arche turienne),
- le Parchero (arche galarienne)
- le Keelah Si'yah (arche quarienne)

Faces aux attaques Kert, l'Initiative mit sur pied la Milice et ses forces spéciales APEX pour lutter contre l'envahisseur. Pour poursuivre les efforts de colonisation, chaque arche dispose d'un "Pionnier", autrement dit, d'un explorateur chargé avec son équipe d'évaluer la viabilité des colonies potentielles avec une autonomie presque totale. Ils sont un peu l'équivalent des Spectres pour l'Initiative. Chaque pionnier, outre son équipe, dispose d'un vaisseau lui permettant de parcourir le Secteur Héléus pour accomplir leur mission. Le vaisseau du Pionnier humain est le Tempête.